# Daniel Andrews
Pour les articles homonymes, voir Andrews.
Daniel Andrews, né le 6 juillet 1972 à Williamstown, est un homme politique australien, Premier ministre du Victoria du 4 décembre 2014 au 27 septembre 2023.

## Biographie
Daniel Andrews est le fils de Bob et Jan Andrews. En 1983, la famille s'installe à Wangaratta où il suit des études au collège catholique Galen des Frères maristes. Il entre en 1990 à l'université Monash d'où il sort diplômé avec un Bachelor of Arts d'humanités classiques et de science politique en 1996. Il démissionne de son poste de premier ministre et de député de l'État de Victoria en septembre 2023.